# 马克兰施泰特
马克兰施泰特（德語：Markranstädt，發音：[ˈmaʁkʁanʃtɛt] ⓘ）是德国萨克森州莱比锡县的城市，面积58.46平方千米，2023年12月31日人口为16,145人。